# Nowaja Igirma
Nowaja Igirma (russisch Новая Игирма) ist eine Siedlung städtischen Typs in der Oblast Irkutsk (Russland) mit 10.161 Einwohnern (Stand 14. Oktober 2010).

## Geographie
Die Stadt liegt im Nordwesten des Lena-Angara-Plateaus, etwa 800 Kilometer (Luftlinie) nördlich der Oblasthauptstadt Irkutsk am gleichnamigen Fluss Igirma etwa 25 Kilometer oberhalb seiner Mündung in den Ilim. Der Fluss liegt bei Nowaja Igirma noch im Staubereich des Ust-Ilimsker Stausees der Angara.
Nowaja Igirma liegt im Rajon Nischneilimski (Unterer Ilim) etwa 70 Kilometer nördlich von dessen Verwaltungszentrum Schelesnogorsk-Ilimski.

## Geschichte
Der Ort entstand ab 1966 im Zusammenhang mit dem Bau einer Zweigstrecke der Baikal-Amur-Magistrale von der Station Chrebtowaja bei Schelesnogorsk-Ilimski nach Ust-Ilimsk, wo der Angara-Staudamm und eine große Zellulosefabrik entstehen sollten. Bereits im folgenden Jahr wurde der Status einer Siedlung städtischen Typs verliehen.
Der erste Zug erreichte Nowaja Igirma 1968, die gesamte Eisenbahnstrecke wurde 1973 in Betrieb genommen. In Folge entwickelte sich der Ort zu einem Zentrum der Forstwirtschaft.

## Bevölkerungsentwicklung
| Jahr | Einwohner |
| ---- | --------- |
| 1967 | 3.135     |
| 1970 | 7.666     |
| 1979 | 8.811     |
| 1989 | 13.070    |
| 2002 | 10.965    |
| 2010 | 10.161    |

Anmerkung: ab 1970 Volkszählungsdaten

## Wirtschaft und Infrastruktur
Nowaja Igirma ist Zentrum der Forstwirtschaft.
Hier befindet sich die Station Igirma der Eisenbahnstrecke Chrebtowaja–Ust-Ilimsk (Streckenkilometer 70). Durch Nowaja Igirma führt auch die Straße von Schelesnogorsk-Ilimski nach Ust-Ilimsk.